# Marquardsholz

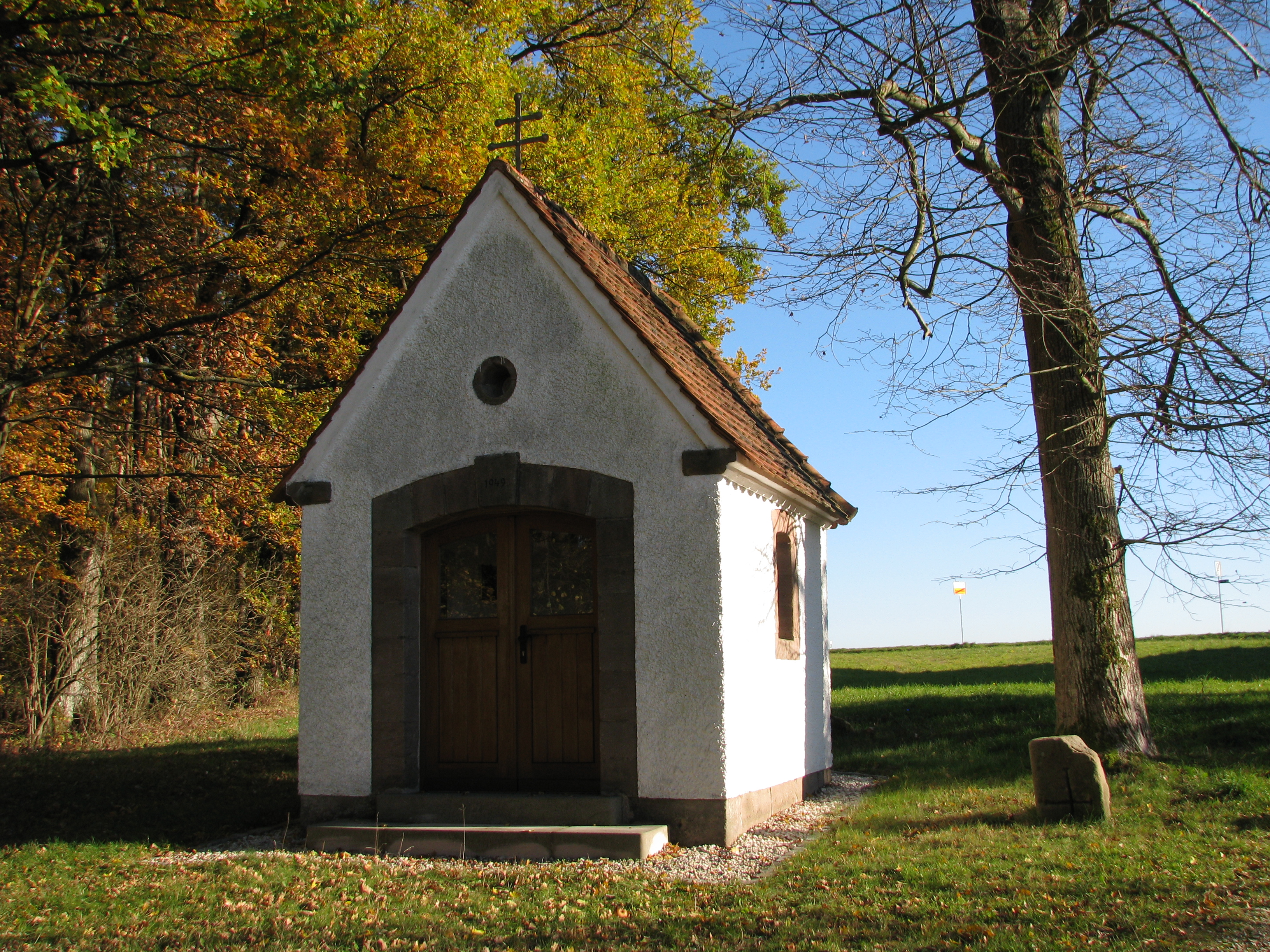
Götzkapelle

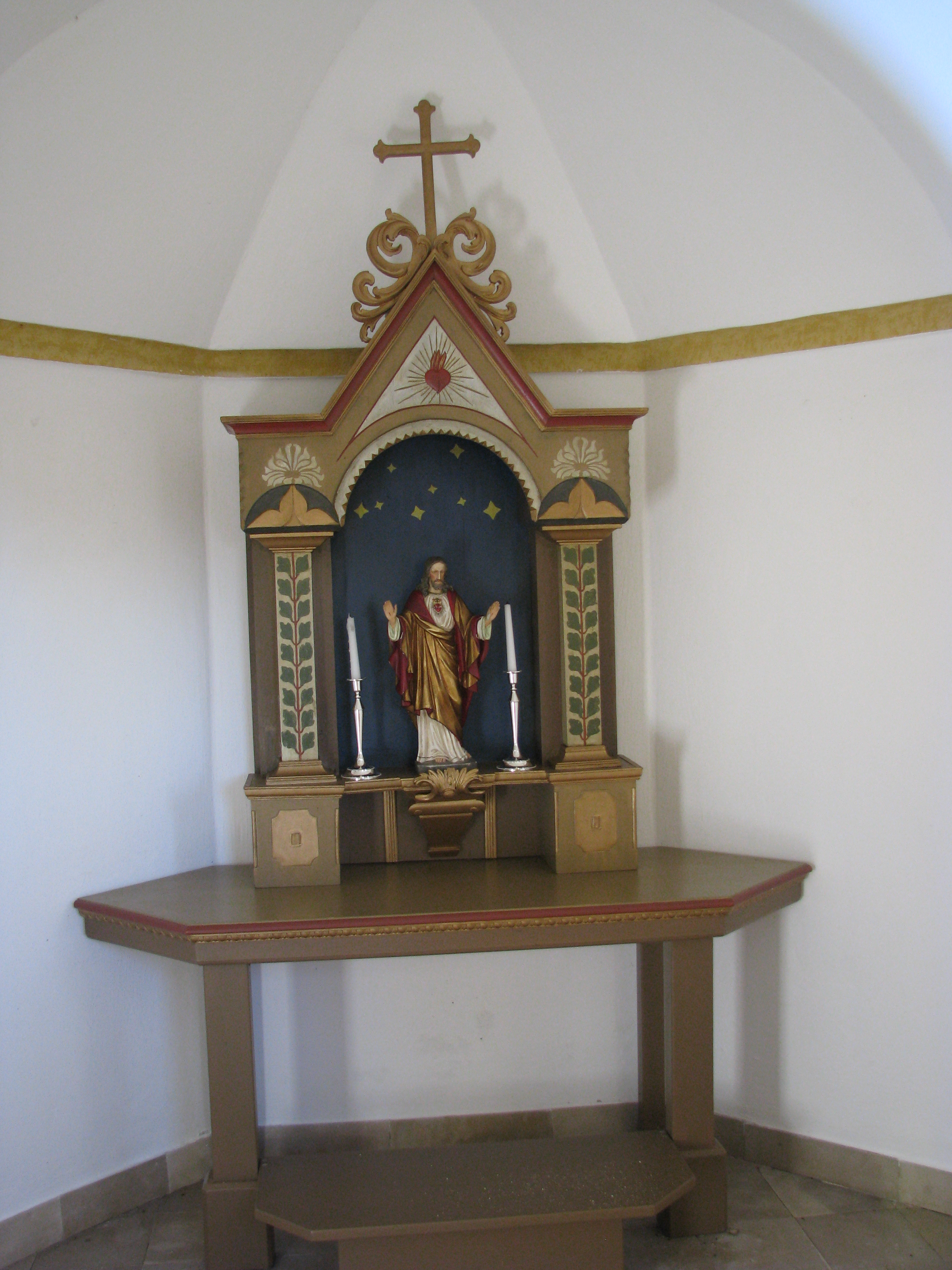
Altar der Götzkapelle

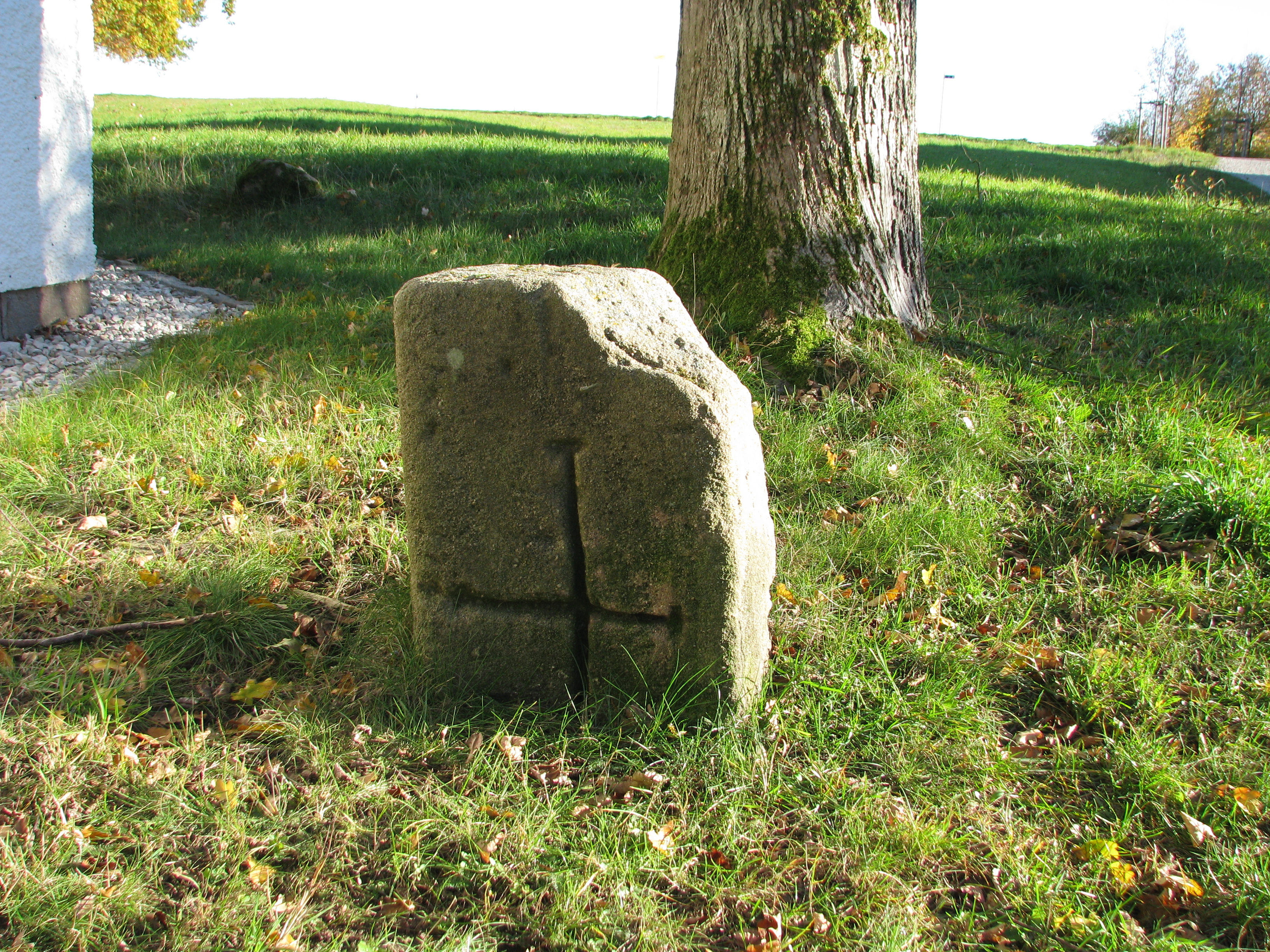
Kreuzstein an der Götzkapelle

Marquardsholz ist ein Gemeindeteil der Stadt Hilpoltstein im Landkreis Roth (Mittelfranken, Bayern). Marquardsholz liegt in der Gemarkung Hofstetten.

## Lage
Das Dorf liegt circa einen Kilometer südlich des Zentrums von Hilpoltstein auf der Landterrasse einer vom Oberen Burgsandstein und Feuerletten gebildeten Schichtstufe. In Hilpoltstein und in Solar zweigen von der Staatsstraße 2238 Gemeindeverbindungsstraßen nach Marquardsholz ab.
Die Dorfflur war Anfang des 19. Jahrhunderts 177 Hektar groß.

## Geschichte
1364 wurde Marquardholz erstmals urkundlich erwähnt, als Heinrich Mässinger hier ein Eichstätter Lehen erhielt. Am 10. November 1424 ist Marquardsholz in einer in Nürnberg abgefassten Urkunde erwähnt; der Eichstätter Bischof Johann verlieh dem Nürnberger Patrizier Heinrichen Slüsselfelder unter anderem ein Gut zu „Markartsholcz“, das er von Wilhelm Grossen von Meckenhausen gekauft hatte.
Nach dem Landshuter Erbfolgekrieg 1505 kam das Gebiet um Hilpoltstein und damit auch Marquardsholz, zu dieser Zeit aus drei Höfen bestehend, zum neuen Territorium der „Jungen Pfalz“. Wohl durch Hofteilungen oder durch Rodung entstanden immer mehr Höfe; 1604 waren es sechs Höfe, von denen einer bischöflich-eichstättisch und einer reichsstädtisch-nürnbergisch war, ein weiterer dem Kloster Seligenporten gehörte und drei im Besitz der Patrizierfamilie Fürer zu Nürnberg waren. Schließlich gab es neun Höfe, die sich im Alten Reich vier Grundherrschaften teilten: Vier gehörten der Fürer’schen Güteradministration zu Nürnberg, drei dem pfalz-neuburgischen, ab 1777 kurbaierischen Rentamt Hilpoltstein, einer dem Klosteramt Seligenporten und einer war frei eigen. Die hohe Gerichtsbarkeit übte der Pfleger des Landesherrn zu Hilpoltstein aus. Das Dorf war in die katholische Pfarrei Hilpoltstein gepfarrt. 1801 heißt es, dass es in Marquardsholz zwei eichstättische, zum Pfleg- und Kastenamt Obermässing gehörende Untertanen gibt.
Im Königreich Bayern (1806) wurde Marquardsholz dem Steuerdistrikt Hilpoltstein unterstellt. Als mit dem Gemeindeedikt von 1818 die Ruralgemeinde Hofstetten entstand, wurde  Marquardholz dieser zugewiesen. 1875 gab es in Marquardsholz bei 45 Einwohnern 39 Stück Rindvieh.
Am 1. Januar 1972 wurde die Gemeinde Hofstetten mit ihrem Gemeindeteil Marquardsholz im Zuge der Gebietsreform in Bayern in die Stadt Hilpoltstein eingegliedert.
Ab den 1970/80er Jahren wandelte sich der Dorfcharakter von rein landwirtschaftlicher Prägung hin zu einem bedeutenden Siedlungsort der Stadt Hilpoltstein. Heute wohnen hier über 400 Personen.

### Einwohnerentwicklung
- 1818: 49 (9 „Feuerstellen“ = Herdstätten/Anwesen; 11 Familien)[16]
- 1836: 44 (9 Häuser)[17]
- 1861: 40 (10 Gebäude; Ortsname hier: Marquardstein)[18]
- 1871: 45 (23 Gebäude)[19]
- 1900: 41 (9 Wohngebäude)[20]
- 1937: 45 (darunter 5 Protestanten)[21]
- 1950: 63 (11 Anwesen)[22]
- 1961: 52 (14 Wohngebäude)[23]
- 1970: 81[24]
- 1987: 173 (49 Wohngebäude, 54 Wohnungen)[25]
- Ca. 2010: 427
- 2019: 434

### Götz-Kapelle
Die Kapelle am östlichen Ortsrand wurde 1949 an der Stelle errichtet, an der der katholische Pfarrer Georg Götz aus Hilpoltstein bei einer Flurprozession 1948 verstorben ist. Sie ist mit einem Altar aus der Gründerzeit des 19. Jahrhunderts ausgestattet, auf dem eine Christusfigur steht. Neben der Kapelle steht ein mittelalterlicher Kreuzstein. Die Kapelle gilt als Baudenkmal.

## Vereine
- Feuerwehrverein der Freiwilligen Feuerwehr Marquardsholz, 1982 gegründet